# ピューロガールズ
ピューロガールズ（Puro Girls）は、日本の女性アイドルグループである。

## 概要
2021年、オーディションアプリ「mysta」内で募集された「サンリオピューロランド公式アイドルオーディション」の合格者7名で結成されたアイドルグループである。2022年4月23日にピューロランドにてお披露目イベントを開催。
運営は「ピューロガールズ製作委員会」
結成1周年を以て「ピューロガールズ」としては解散、「名無しのアイドル」とグループ名を改めたが、2023年10月に中止となった。

## 略歴

### 2021年
- 4月23日 mystaにてオーディション参加者募集開始[1]。
- 11月7日 ピューロランドにて最終選考を行い、合格者7名が決定[2]

### 2022年
- 4月23日 ピューロランドにてお披露目イベント「ピューロボーイズ＆ピューロガールズ お披露目イベント」を開催[3]
- 5月21日 GOTANDA G+にてピューロガールズ主催公演｢ぴゅーるず♡パラダイス vol.1｣を開催[4]
- 6月19日 GRIT at shibuyaにてピューロガールズ主催公演｢ぴゅーるず♡パラダイス vol.2｣を開催[5]
- 7月18日 GRIT at shibuyaにてピューロガールズ主催公演｢ぴゅーるず♡パラダイス vol.3｣を開催[6]
- 7月30日 ピューロランドにて「定期公演 in サンリオピューロランド vol.1」を開催[7]
- 8月20日 GRIT at shibuyaにてピューロガールズ主催公演｢ぴゅーるず♡パラダイス vol.4｣を開催[8]
- 9月3日 ピューロランドにて「定期公演 in サンリオピューロランド vol.2」を開催[9]
- 9月10日 GRIT at shibuyaにてピューロガールズ主催公演｢ぴゅーるず♡パラダイス vol.5｣を開催[10]
- 10月15日 GRIT at shibuyaにてピューロガールズ主催公演｢ぴゅーるず♡パラダイス vol.6｣を開催[11]
- 11月19日 ピューロランドにて「定期公演 in サンリオピューロランド vol.3」を開催[12]
- 11月30日 伊東あみ卒業発表、卒業[13]
- 12月24日 GRIT at shibuyaにてピューロガールズ主催公演｢ぴゅーるず♡パラダイス vol.7｣を開催[14]

### 2023年
- 1月14日 ピューロランドにて「定期公演 in サンリオピューロランド vol.4」を開催[15]
- 2月11日 GOTANDA G7にてピューロガールズ主催公演｢ぴゅーるず♡パラダイス vol.8｣を開催[16]
- 3月24日 ピューロガールズとしての活動終了発表。坂本、七瀬、福岡の卒業発表。岩村、田代、堤が残留し、グループ名も「名無しのアイドル」と改められる[17]。
- 4月15日 水道橋Wordsにてピューロガールズ主催公演｢ぴゅーるず♡パラダイス vol.｣を開催[18]
- 4月23日 ピューロランドにて「1st Anniversary LIVE 〜OverGrow 卒業、そして夢のまた先へ…〜」を開催[19]
- 10月25日 運営のケイポイントが堤の「重大な規約違反」判明を発表[20]。
- 10月27日 上記による堤の脱退及び無期限謹慎、「名無しのアイドル プロジェクト」中止発表[21]。

## 旧メンバー
掲載順序はオフィシャルサイトの順に従う。
| 名前       | 誕生日        | 愛称       | メンバーカラー                   | 備考                                       |
| ---------- | ------------- | ---------- | -------------------------------- | ------------------------------------------ |
| 伊東あみ   | 2007年7月2日  | あみみ     | クラウドブルー                   | 2022年11月30日卒業                         |
| 岩村華     | 2001年3月9日  | はなちゃん | カスタードイエロー               | 元みんなアイドルプロジェクトメンバー       |
| 坂本夏海   | 1999年7月21日 | にゃみたん | ガーリーピンク                   | 元NMB48メンバー 2023年4月23日卒業          |
| 田代菜摘   | 2002年6月24日 | なっちゃん | ミントグリーン                   | 現DREAMING MONSTERメンバー                 |
| 堤もね     | 2000年8月30日 | もねきゅん | ファンシーホワイト→ ルビーピンク | 元Peel the Appleメンバー                   |
| 七瀬すずか | 2002年8月13日 | すぅ       | フラワーパープル                 | 現プエラの絶対値メンバー 2023年4月23日卒業 |
| 福岡さき   | 1999年8月23日 | さっきー   | アップルレッド                   | 2023年4月23日卒業                          |

## 楽曲
- Dressydays
- スカーレットスマイル
- スペシャルアジテーション！
- ハッピーリング
- My Cherish

「Dressydays」は三次審査の課題曲となった。

## ディスコグラフィー

### デジタルシングル
| 発売日        | タイトル                   | 収録曲                     |
| ------------- | -------------------------- | -------------------------- |
| 2022年9月14日 | Dressydays                 | Dressydays                 |
| 2022年9月14日 | スカーレットスマイル       | スカーレットスマイル       |
| 2022年9月14日 | スペシャルアジテーション！ | スペシャルアジテーション！ |
| 2022年9月14日 | ハッピーリング             | ハッピーリング             |

## 出演番組

### テレビ
- フジテレビ 「ワイドナショー」(2022年05月29日) - 田代菜摘が”ワイドナティーン”として出演[22]。
- BSよしもと 「Cheeky's a GoGo!」(2022年11月10日) - 坂本夏海・田代菜摘・堤もねが出演[23]。
- 読売テレビ 「しょうもない僕らの恋愛論」（2023年02月02日・09日）- 岩村華・田代菜摘・堤もね・七瀬すずかが出演[24]。

### ラジオ
- 渋谷クロスFM「トミドコロのノゾキドコロ!」(2022年02月02日) - 最終回にメンバーがゲストとして出演。
- 文化放送「志の輔ラジオ 落語DEデート」(2022年03月27日) - 坂本夏海が出演[25]。
- FM FUJI「さくらシンデレラのかわいいとこ、もっとちょうだい！」(2022年03月31日) - 坂本夏海・堤もねが出演。
- 調布FM「PATI PATI CANDY...☆のアイドルパチパチ教育委員会」(2022年04月16日) - 坂本夏海・福岡さきが出演。
- 渋谷クロスFM「夢見るJD藤崎莉々子のおつLilyRose」(2022年05月30日) - 七瀬すずかが出演[26]。
- 文化放送「志の輔ラジオ 落語DEデート」(2022年10月30日) - 堤もねが出演[27]。
- 渋谷クロスFM「ドリームパスポートのぶっちゃけないと！」(2023年03月14日) - 七瀬すずか・福岡さきが出演[28]。